# Mambalginy
Mambalginy – peptydy występujące w jadzie mamby czarnej (Dendroaspis polylepis polylepis), opisane w 2012. Należą do rodziny białek toksyn trójpalczastych (3FTx) i mają charakterystyczną formę trzech pętli – palców (fingers).

## Historia odkrycia
Mambalginy zostały odkryte przez francuskich naukowców pracujących pod kierunkiem Erica Lingueglii w Instytucie Farmakologii Molekularnej i Komórkowej (Institut de pharmacologie moléculaire et cellulaire) położonym w technopolii Sophia-Antipolis w południowej Francji. W trakcie poszukiwań nowych środków przeciwbólowych zauważono, że 2 peptydy wyizolowane z jadu wykazują in vivo działanie przeciwbólowe, jednocześnie nie zwiększając ryzyka niewydolności oddechowej. Grupa myszy po podaniu mambalgin była w stanie wytrzymać zanurzenie ogona i łap w gorącej wodzie niemal dwukrotnie dłużej niż gryzonie z grupy kontrolnej. Po 5 dniach rosła tolerancja na lek, jednak wolniej niż w przypadku opioidów. Proteiny z jadu mamby zmniejszyły również nadwrażliwość na ból związany z zapaleniem tkanek.
Po raz pierwszy doniesiono o nich w 2012 roku na łamach czasopisma Nature.

## Struktura
Mambalginy należą do kladu białek trójpalczastych (three-finger protein, 3FP) i rodziny białek toksyn trójpalczastych (three-finger toxin, 3FTx). Ich charakterystyczną cechą są 3 pętle (palce) o konformacji harmonijki beta, odchodzące od centralnego rdzenia stabilizowanego mostkami disiarczkowymi. Struktura ta różni się od większości białek 3FTx wydłużoną drugą i skróconymi pierwszą i trzecią pętlą. Mambalginy wykazują stosunkowo niskie podobieństwo sekwencji (poniżej 50%) do innych białek 3FTx i są najbardziej zbliżone do podklasy 3FTx, znanej jako toksyny niekonwencjonalne lub słabe.
Znane mambalginy są zbudowane są z 57 reszt aminokwasowych. Pierwotnie opisano dwie izoformy, nazwane mambalgina-1 i mambalgina-2, różniące się jedną resztą aminokwasową na czwartej pozycji. Następnie w jadzie mamby pospolitej (Dendroaspis angusticeps) został zidentyfikowany kolejny peptyd, różniący się resztą aminokwasową na pozycji 23, nazwany mambalginą-3.

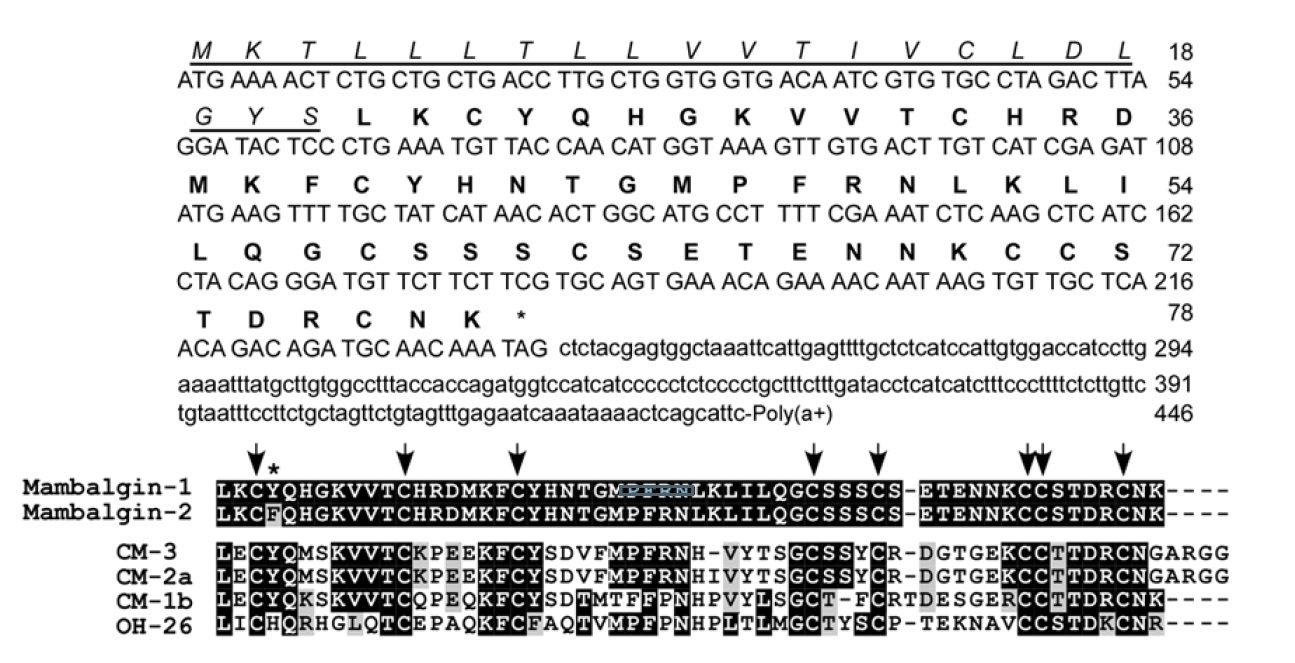
Porównanie sekwencji mambalgin

## Działanie
Działanie mambalgin nie jest znoszone przez nalokson, co dowodzi, że nie działają na receptory opioidowe. Odkryto, że analgetyczne działanie mambalgin polega na oddziaływanie na kanałów jonowych wykrywających kwasy (acid-sensing ion channels, ASIC) i reagujących na zmiany pH. Znajdują się one przede wszystkim w układzie nerwowym. ASIC1, ASIC2a, ASIC2b i ASIC4 występują zarówno w ośrodkowym, jak i obwodowym układzie nerwowym, natomiast ASIC1b i ASIC3 są zwykle zlokalizowane tylko w układzie obwodowym (w nocyceptorach). Układ domen podjednostek ASIC przypomina w pewnym stopniu wyprostowane przedramię i zaciśniętą dłoń trzymającą piłkę. Dlatego poszczególne części zostały nazwane: segmenty transbłonowe (trans-membran segments), kciuk (thumb), dłoń (palm), kłykieć (knuckle), palec (finger) i β-kulkę (β-ball). Kieszeń kwasową (acidic pocket, czujnik pH) tworzą kwaśne łańcuchy boczne kciuka, palca, pętli i kulki β.
Początkowo sądzono, że mambalgina-1 łączy się z kieszenią kwasową w położonej na zewnątrz komórki części kanału jonowego, a jej działanie jest oparte na blokadzie kanału poprzez mechanizm uwięzienia. Późniejsze badania wykazały, że mambalgina-1 blokuje zawias pomiędzy helisami α4/α5 w domenie kciuka (thumb) ASIC1a, co uniemożliwia otwarcie kanału. Do tej interakcji są wymagane palce I i II. Prawdopodobnie lizyna na 8 pozycji w pierwszej pętli-palcu oddziałuje tyrozyną na pozycji 358 w domenie kciuka. Mambalgina-1 działa również na ASIC2a.
Mambalgina-2 wiąże się wiąże się głównie z regionem ASIC1a obejmującym górną część kciuka (reszty Asp-349 i Phe-350), dłoni oraz β-kulki (reszty Arg-190, Asp-258 i Gln-259). Region ten pokrywa się z kieszenią kwasową kanału. Peptyd wywiera zarówno stymulujący, jak i hamujący wpływ na ASIC1a. Prawdopodobnie mambalgina-2 zatrzymuje kanał w zamkniętej konformacji.

## Potencjalne zastosowania
Mambalginy są tak samo skuteczne w tłumieniu bólu jak morfina, ale nie wywołują depresji oddechowej i nie są toksyczne. Mogłyby zatem znaleźć zastosowanie w medycynie jako bezpieczniejszy zamiennik opioidów. Wykazują się szerokim spektrum oddziaływania: są skuteczne w uśmierzaniu bólu zapalnego, neuropatycznego i mechanicznego. Badania opublikowane w 2020 i 2021 wskazują na skuteczność mambalginy-2 w zwalczaniu niektórych nowotworów.